# ميخائيل جاي ديفيس
ميخائيل جاي ديفيس (بالإنجليزية: Michael J. Davis)‏ هو قاضي ومحامي أمريكي، ولد في 21 يوليو 1947 في سينسيناتي في الولايات المتحدة.